# Vallée de la Loire du Loir-et-Cher
Vallée de la Loire du Loir-et-Cher este o arie protejată (arie de protecție specială avifaunistică — SPA) din Franța întinsă pe o suprafață de 2.398 ha, integral pe uscat.

## Localizare
Centrul sitului Vallée de la Loire du Loir-et-Cher este situat la coordonatele 47°35′54″N 1°21′42″E / 47.59833°N 1.36167°E.

## Înființare
Situl Vallée de la Loire du Loir-et-Cher a fost declarat arie de protecție specială avifaunistică în baza directivei 79/409 din 1979 referitoare la conservarea păsărilor sălbatice pentru a proteja 29 de specii de animale.

## Biodiversitate
Situată în ecoregiunea atlantică, aria protejată nu include niciun habitat protejat.
La baza desemnării sitului se află mai multe specii protejate de  păsări (29): fluierar de munte (Actitis hypoleucos), pescăruș albastru (Alcedo atthis), pasărea ogorului (Burhinus oedicnemus),  prundaș gulerat mic (Charadrius dubius), chirighiță-cu-obraz-alb (Chlidonias hybridus), chirighiță neagră (Chlidonias niger), barză albă (Ciconia ciconia), barză neagră (Ciconia nigra), erete vânăt (Circus cyaneus), ciocănitoare neagră (Dryocopus martius), egretă albă (Egretta alba), egretă mică (Egretta garzetta), sfrâncioc roșiatic (Lanius collurio), pescăruș-cu-cap-negru (Larus melanocephalus), Larus michahellis, pescăruș râzător (Larus ridibundus), ferestraș mic (Mergus albellus), vultur pescar (Pandion haliaetus), cormoran mare (Phalacrocorax carbo), bătăuș (Philomachus pugnax), ploier auriu (Pluvialis apricaria), ciocântors (Recurvirostra avosetta), chiră mică (Sterna albifrons), chiră de baltă (Sterna hirundo), fluierar de mlaștină (Tringa glareola), fluierar cu picioare verzi (Tringa nebularia), fluierarul de zăvoi (Tringa ochropus), fluierarul cu picioare roșii (Tringa totanus), nagâț (Vanellus vanellus).
Pe lângă speciile protejate, pe teritoriul sitului au mai fost identificate 1 specie de păsări.